# Resonance
Resonance je prva kompilacija britanskog glazbenog sastava Anathema. Diskografska kuća Peaceville Records objavila ga je 24. rujna 2001.

## Popis pjesama
| 1.    | »Scars of the Old Stream« (iz albuma Serenades)                                     | 1:10 |
| 2.    | »Everwake« (iz albuma The Crestfallen)                                              | 2:40 |
| 3.    | »J'ai fait une promesse« (iz albuma Serenades)                                      | 2:40 |
| 4.    | »...Alone« (iz albuma The Silent Enigma)                                            | 4:29 |
| 5.    | »Far Away« (akustična verzija, bonus pjesma na albumu Eternity)                     | 5:22 |
| 6.    | »Eternity Part II« (iz albuma Eternity)                                             | 3:12 |
| 7.    | »Eternity Part III« (akustična verzija, bonus pjesma na albumu Eternity)            | 5:08 |
| 8.    | »Better Off Dead« (obrada Bad Religiona, iz albuma Peaceville X)                    | 4:22 |
| 9.    | »One of the Few« (obrada Pink Floyda, iz albuma Peaceville X)                       | 1:50 |
| 10.   | »Inner Silence« (iz albuma Alternative 4)                                           | 3:09 |
| 11.   | »Goodbye Cruel World« (obrada Pink Floyda, iz albuma Peaceville X)                  | 1:42 |
| 12.   | »Destiny« (iz albuma Alternative 4)                                                 | 2:14 |
| 13.   | »The Silent Enigma« (orkestralna verzija, bonus pjesma na albumu The Silent Enigma) | 4:14 |
| 14.   | »Angelica« (uživo u Budimpešti 1997., bonus pjesma na albumu Eternity)              | 6:58 |
| 15.   | »Horses« (instrumentalna skladba, skrivena skladba na albumu Pentecost III)         | 1:11 |
| 50:21 |                                                                                     |      |